# 1469 Linzia
1469 Linzia è un asteroide della fascia principale del diametro medio di circa 58,99 km. Scoperto nel 1938, presenta un'orbita caratterizzata da un semiasse maggiore pari a 3,1217331 UA e da un'eccentricità di 0,0703298, inclinata di 13,38714° rispetto all'eclittica.
L'asteroide prende il nome dalla città di Linz, in Austria.